# Georg Andersen (zapaśnik)
Georg „Jonny” Andersen (ur. 5 lipca 1887 w Hamburgu) – niemiecki zapaśnik walczący w stylu klasycznym. Olimpijczyk z Sztokholmu 1912, gdzie zajął dziewiętnaste miejsce w wadze piórkowej.
Srebrny medalista mistrzostw świata w 1911; szósty w 1910. Mistrz Europy w 1921; czternasty w 1909 roku.

## Letnie Igrzyska Olimpijskie 1912
| Konkurencja          | Rundy eliminacyjne     | Rundy eliminacyjne      | Klas. końcowa |
| Konkurencja          | Przeciwnik I           | Przeciwnik II           | Miejsce       |
| -------------------- | ---------------------- | ----------------------- | ------------- |
| 60 kg styl klasyczny | Hugo Johansson (SWE) P | József Pongrácz (HUN) P | 19.           |